# Église Saint-Julien-du-Mans de Couesmes
Pour les articles homonymes, voir Église Saint-Julien.
L'église Saint-Julien-du-Mans de Couesmes (Mayenne) a été bâtie à des époques différentes à partir du IXe ou Xe siècle.

## Description
Dans son Dictionnaire de la Mayenne, l'abbé Angot fournir une description assez précise de cette église.
Construite en granit, bois et pierre du pays, l'église a quatre chapelles symétriques : deux grandes ouvrant sur le chœur, deux plus petites prises sur la nef. Il n'y a que trois autels avec retables en bois d'un assez bon travail. Au midi est l'autel de la Vierge, au nord celui de saint Roch avec statue de saint Antoine, ermite, et à l'entrée du chœur deux énormes groupes de N.-D. de Pitié et de saint Joseph avec l'Enfant-Jésus. Le curieux bénitier date du XVIe siècle. On signale plus anciennement l'autel de saint Julien,« patron et évêque du Mans».
Les Froulay sont les seigneurs fondateurs de la paroisse et, à ce titre, avaient le privilège d'être enterrés dans le chœur de l'église et non pas au cimetière.
La tombe de Guillaume III de Froulay, chevalier, tué à la bataille de Blangy en 1317, est dans l'église de Couesmes. On y remarque une épée et l'écusson de ses armes.
Les trois frères Bougrain prénommés Pierre (prêtre), Jehan et Michel, fondèrent dans cette église la chapelle aux Bougrains, le 22 août 1530, cette chapelle était chargée d'une messe tous les vendredis.
En 1606, l'église portait le nom de Notre-Dame de Coesmes.
La « chapelle neuve » fut construite avant 1623, par Alain Drouet, sieur de la Brosse, et Renée Hamon, avec fondation de la messe du saint nom de Jésus. La confrérie du Rosaire datait de la même époque. Les statues de saint Yves et de saint Siméon étaient également vénérées. 
La litre seigneuriale est encore apparente du côté nord, extérieurement.